# 621 (tal)
621 är det naturliga heltal som följer 620 och följs av 622.

## Matematiska egenskaper
- 621 är ett udda tal.
- 621 är ett sammansatt tal.
- 621 är ett defekt tal.
- 621 är ett lyckotal.
- 621 är ett Harshadtal.
- 621 är ett Nonadekagontal.

## Inom vetenskapen
- 621 Werdandi, en asteroid.